# 加菲貓 (電影)
《加菲貓》（英語：Garfield: The Movie），本片導演為彼德·休特。

## 劇情
加菲貓的主人老姜（布萊克金·邁耶飾）接受了暗戀對象—獸醫甜心麗絲（珍妮佛·樂芙·休伊飾）送給他的一隻小狗歐弟，熱情憨厚的歐弟出現讓加菲貓的世界徹底顛覆，慵懶愛吃的加菲貓巴不得趕牠出去，只是歐弟卻真的不幸遭到壞人偷走，於是加菲貓鼓足勇氣決定要幫助主人和麗絲找回牠最討厭的歐弟...

## 角色

### 真人角色
| 配音                   | 配音     | 配音     | 配音     | 角色                                 |
| 演員                   | 國語配音 | 粵語配音 | 粵語配音 | 角色                                 |
| 演員                   | 國語配音 | 公映版本 | TVB版本  | 角色                                 |
| ---------------------- | -------- | -------- | -------- | ------------------------------------ |
| 布萊克金·邁耶          |          | 周國賢   | 翟耀輝   | 乔恩·阿布库/台譯：老姜（Jon Arbuckle） |
| 珍妮佛·樂芙·休伊       | 許淑嬪   | 薛凱琪   | 程文意   | 丽丝·威尔逊醫生（Dr. Liz Wilson）    |
| 史蒂芬·托波勞維斯基    | 李香生   | 周志輝   | 陳永信   | 黑皮·查布曼（Happy Chapman）         |
| 史蒂芬·托波勞維斯基    | 符爽     | 高翰文   |          | 沃尔特·J·查布曼（Walter J. Chapman） |
| 伊凡·阿諾德            | 夏治世   | 關信培   | 劉昭文   | 文德爾（Wendell）                    |
| 馬克·克里斯多夫·拉倫斯 | 孫德成   | 古明華   | 李錦綸   | 克里斯多夫·美羅（Christopher Mello） |
| 夏娃·布倫特            | 崔幗夫   | 謝月美   |          | 貝克女士（Mrs. Baker）               |
| 朱麗特·歌莉婭          |          | 李展瑩   |          | 小女孩（Little Girl）                |
| 喬·貝斯                |          |          |          | （Raccoon Lodge Member）             |
| 蕾娜·尼古恩            | 汪世瑋   | 潘芳芳   |          | 新聞記者（News Reporter）            |
| 喬·奧克曼              |          |          |          | 演員（Engineer）                     |

### 配音員
| 配音           | 配音     | 配音     | 配音     | 角色                    |
| 演員           | 國語配音 | 粵語配音 | 粵語配音 | 角色                    |
| 演員           | 國語配音 | 公映版本 | TVB版本  | 角色                    |
| -------------- | -------- | -------- | -------- | ----------------------- |
| 比爾·莫瑞      | 張菲     | 劉青雲   | 林保全   | 加菲貓（Garfield）      |
| 亞倫·甘明      | 陳旭昇   | 林二汶   |          | 波斯尼（Persnikitty）   |
| 尼克·卡农      | 劉傑     | 李鎮洲   | 梁偉德   | 路易斯（Louis）         |
| 大衛·艾根柏    | 魏伯勤   | 林一峰   | 陳卓智   | 毛毛（Nermal）          |
| 布拉德·加雷特  | 符爽     | 李忠強   | 陳欣     | 盧卡（Luca）            |
| 吉米·坎摩爾    | 夏治世   |          |          | 史班奇（Spanky）        |
| 黛博拉·梅辛    |          | 盧凱彤   | 陳凱婷   | 阿琳（Arlene）          |
| 理查·坎德      |          | 黃文偉   |          | 爸爸老鼠（Dad Rat）     |
| 黛博拉·喬·盧平 |          | 蘇青鳳   |          | 媽媽老鼠（Mom Rat）     |
| 瓦亞特·史密斯  |          |          |          | 小孩老鼠1（Kid Rat #1） |
| 喬丹·凱瑟      |          |          |          | 小孩老鼠2（Kid Rat #2） |
| 艾莉森·斯通勒  |          |          |          | 小孩老鼠3（Kid Rat #3） |

## 評價
本片獲得了多數負面的評價。爛番茄根據137條評論，獲得15%的新鮮度，平均得分3.52／10。在Metacritic上，電影獲得了27分。

## 外部連結
- 互联网电影数据库（IMDb）上《加菲貓》的资料（英文）
- 爛番茄上《加菲貓》的資料（英文）
- Metacritic上《加菲貓》的資料（英文）
- AllMovie上《加菲貓》的资料（英文）
- Box Office Mojo上《加菲貓》的資料（英文）
- 開眼電影網上《加菲貓》的資料（繁體中文）
- Yahoo奇摩電影上《加菲貓》的資料（繁體中文）
- 时光网上《加菲貓》的資料（简体中文）
- 豆瓣电影上《加菲貓》的資料 （简体中文）